# Megachile lobatifrons
Megachile lobatifrons là một loài Hymenoptera trong họ Megachilidae. Loài này được Cockerell mô tả khoa học năm 1924.